# Hampus Wanne
Hampus Wanne (Lundby, 10 de diciembre de 1993) es un jugador de balonmano sueco que juega de extremo izquierdo en el Fútbol Club Barcelona de la Liga Asobal. Es internacional con la selección de balonmano de Suecia.
Con la selección ha ganado la medalla de oro en el Campeonato Europeo de Balonmano Masculino de 2022, y la medalla plata en el Campeonato Europeo de Balonmano Masculino de 2018 y en el Campeonato Mundial de Balonmano Masculino de 2021.

## Palmarés

### Selección nacional
| Campeonato Mundial | Campeonato Mundial   | Campeonato Mundial | Campeonato Mundial |
| Año                | Lugar                | Medalla            |                    |
| ------------------ | -------------------- | ------------------ | ------------------ |
| 2021               | Egipto               | Medalla de plata   |                    |
| Campeonato Europeo |                      |                    |                    |
| Año                | Lugar                | Medalla            |                    |
| 2018               | Croacia              | Medalla de plata   |                    |
| 2022               | Hungría y Eslovaquia | Medalla de oro     |                    |
| 2024               | Alemania             | Medalla de bronce  |                    |

### Flensburg
- Copa de Alemania de balonmano (1): 2015
- Liga de Campeones de la EHF (1): 2014
- Liga de Alemania de balonmano (2): 2018, 2019

### Barcelona
- Liga Asobal (2): 2023, 2024
- Copa Asobal (1): 2023, 2024
- Copa del Rey de balonmano (2): 2023, 2024
- Supercopa Ibérica (3): 2022, 2023, 2024
- EHF Champions League (1): 2024

## Clubes
- HK Aranås (2011-2013)
- Önnereds HK (2013)
- SG Flensburg-Handewitt (2013-2022)
- Fútbol Club Barcelona (2022- )[5]